# マカオの査証政策

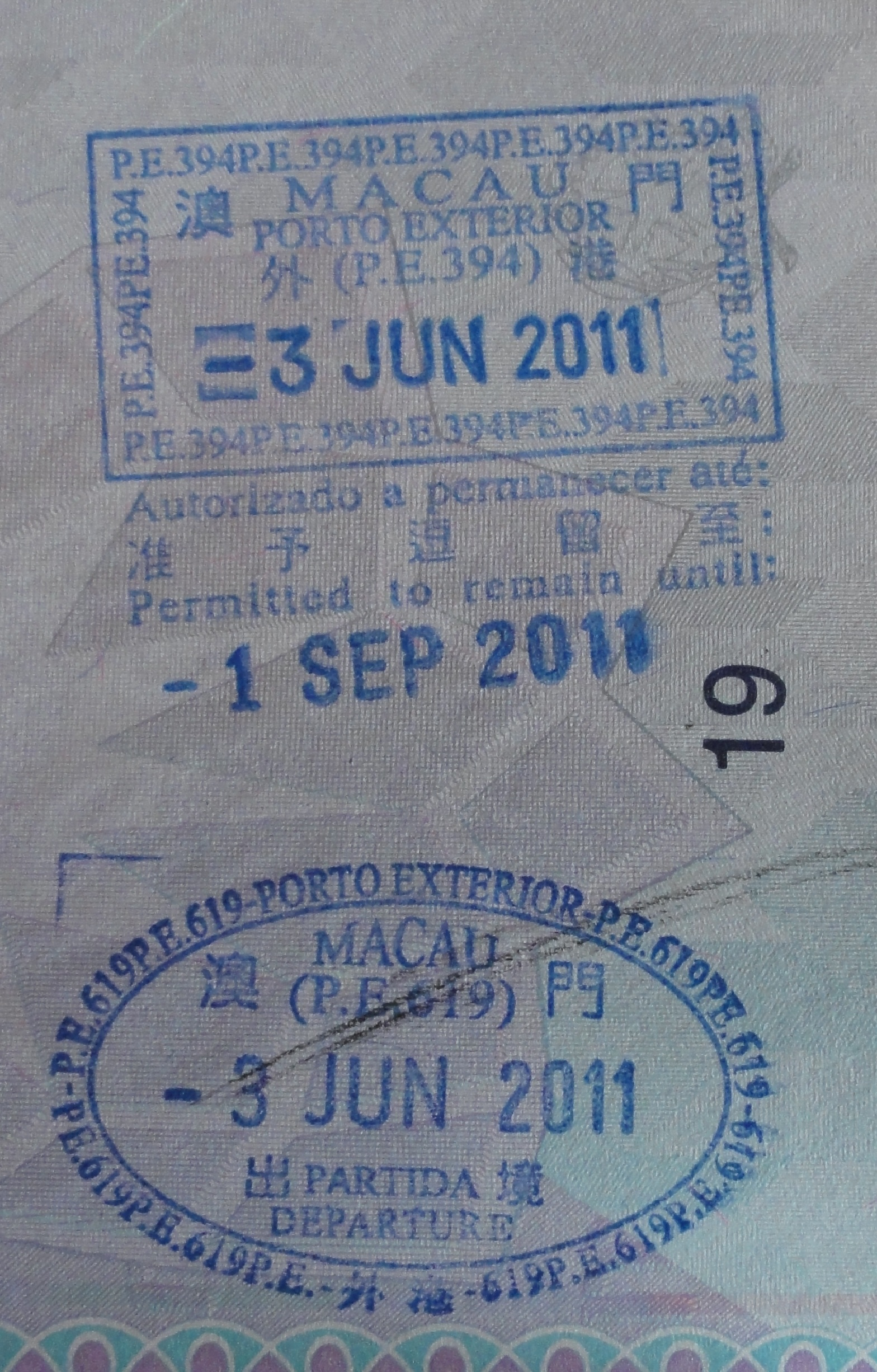
マカオの出入国証印

マカオの査証政策（まかおのさしょうせいさく）では、マカオ特別行政区政府がマカオ（澳門）に渡航しようとしている外国人に対して行っている査証（ビザ）政策について記述する。
（2012年3月）現在、一国二制度の原則に基づいて制定されたマカオ特別行政区基本法には、マカオ特別行政区政府が中国本土とは独立した出入境事務を行うことができると規定されているため、マカオ返還後の現在でも、マカオでは中国本土とは別の査証政策が実施されている。
外国人がマカオに入境する際、有効な旅券（パスポート）を所持し、なおかつ後述の国と地域の国籍者については、短期滞在（観光、商用、知人・親族訪問等の滞在で報酬を得る活動をしない場合）に限り、査証免除措置の対象となる。

## 主な査証の種類
- 外交簽證（Visto diplomático）
- 公務簽證（Visto para assuntos públicos）
- 普通簽證（Visto normal）
  - 留学
  - 就労
  - 家族呼び寄せ
  - 団体旅行
  - その他（個人旅行、親族訪問など）

## 査証免除措置国一覧

### 7日間
- 香港[1]（香港特別行政区旅券所持者。トランジットでマカオを訪問した場合のみ）
- 中国[1]（中華人民共和国旅券所持者、及び大陸居民往来台湾通行証（中国語版）所持者。いずれもトランジットでマカオを訪問した場合のみ）

### 30日間
| アジア（8） - 中国 - インド - インドネシア - マレーシア - フィリピン - シンガポール - 台湾 - タイ | ヨーロッパ（3） - リヒテンシュタイン - モナコ - ロシア | アフリカ（3） - ナミビア - セーシェル - 南アフリカ | オセアニア（4） - オーストラリア - キリバス - ニュージーランド - サモア | 北米（2） - カナダ - アメリカ | 中南米（3） - チリ - メキシコ - ウルグアイ |

### 1ヶ月間
- トルコ

### 90日間
| アジア（4） - 日本 - モンゴル - 中国 - 韓国 | 中近東（1） - レバノン | アフリカ（4） - カーボベルデ - エジプト - マリ - タンザニア | 中南米（3） - ブラジル - ドミニカ国 - メキシコ |

ヨーロッパ（32）

| - アンドラ - オーストリア - ベルギー - ボスニア・ヘルツェゴビナ - ブルガリア - クロアチア - チェコ - デンマーク - エストニア - フィンランド - フランス | - ドイツ - ギリシャ - ハンガリー - アイスランド - アイルランド - イタリア - ラトビア - リトアニア - ルクセンブルク - 北マケドニア - マルタ | - オランダ - ノルウェー - ポーランド - ポルトガル - ルーマニア - スロバキア - スロベニア - スペイン - スウェーデン - スイス |

### 3ヶ月間
- キプロス
- イスラエル

### 6ヶ月間
- イギリス（イギリス市民のみ）

### 1年間
- 香港（香港永住者用IDカードあるいは回港証（中国語版）所持者）

### 期限なし
- 国際連合 国際連合旅券（英語版）所持者（職務執行時）
- 外交旅券
- 駐香港あるいは駐マカオの外交官及び領事館員

## 香港に関する特例
香港の住民の場合、香港特別行政区旅券所持者と香港永住者用IDカード所持者でそれぞれ扱いが異なっている。
香港特別行政区旅券所持者と香港特別行政区旅行証所持者は7日間査証なしで滞在できるが、トランジットの場合のみでしか認められていないため、査証免除を受ける場合はマカオ入境の前に中国本土以外の第三国に出境する航空券等を用意しておく必要がある。
有効な香港永住者用IDカード（香港永久性居民身份證）所持者（永住者IDカードがあればよく、国籍に依らない）及び回港証（中華人民共和國香港特別行政區回港證）所持者は1年間査証なしで滞在できる。
なお、英国国民（海外）のパスポートを所持している者に対しての査証免除規定はない。

## 中国本土に関する特例
中国本土の国籍者は、前述の通りトランジットで入境する場合は7日間、有効な旅券や通行証を所持した場合は30日間査証免除となる。この他に中国本土の国籍者は、中華人民共和国往来港澳通行証（双程証）を取得することも可能であり、観光用、商用、親族訪問用など6種類の通行証がある。このうち、観光用は査証なしで最大90日間マカオに滞在することができ、個人旅行用と団体旅行用がある。個人旅行用の通行証は広東省の住民および指定された28都市（上海市、北京市、南京市、蘇州市、無錫市、杭州市、寧波市、台州市、福州市、廈門市、泉州市、天津市、重慶市、成都市、済南市、瀋陽市、大連市、南昌市、長沙市、南寧市、海口市、貴陽市、昆明市、石家荘市、鄭州市、長春市、合肥市、武漢市）の住民のみが申請できる。

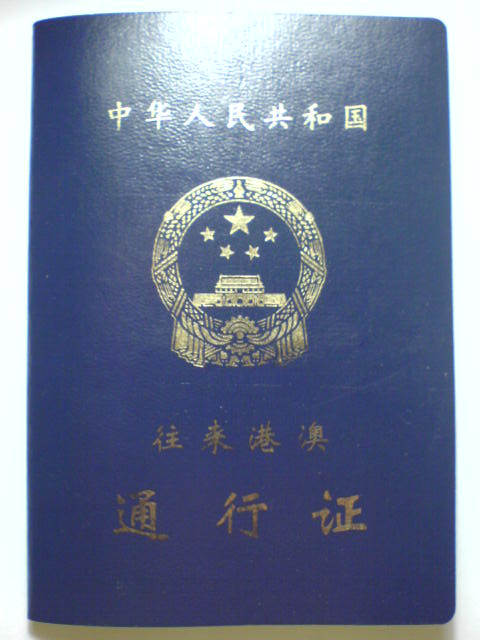
中華人民共和国往来港澳通行証

この他に、中国本土に身寄りがなくマカオにのみ親族がいる児童や老人など、各種条件にあてはまる者のみが取得できる中華人民共和国前往港澳通行証（単程証）もある。

## 台湾に関する特例
台湾公民に対しては、香港と異なり中華民国旅券を使用した出入国管理が行われている。

## 脚註
1. 1 2  “アーカイブされたコピー”. 2015年2月11日時点のオリジナルよりアーカイブ。2015年2月20日閲覧。
2. ↑  中華人民共和国往来港澳通行証以外の有効な旅券や通行証を所持した者 “アーカイブされたコピー”. 2015年2月11日時点のオリジナルよりアーカイブ。2015年2月20日閲覧。
3. ↑  中華人民共和国往来港澳通行証所持者で、かつ有効なマカオの滞在許可を得た者 “アーカイブされたコピー”. 2015年2月11日時点のオリジナルよりアーカイブ。2015年2月20日閲覧。
4. ↑  http://www.immd.gov.hk/chtml/hkvisas_9.htm#individual_visits